# Automatic Computing Engine

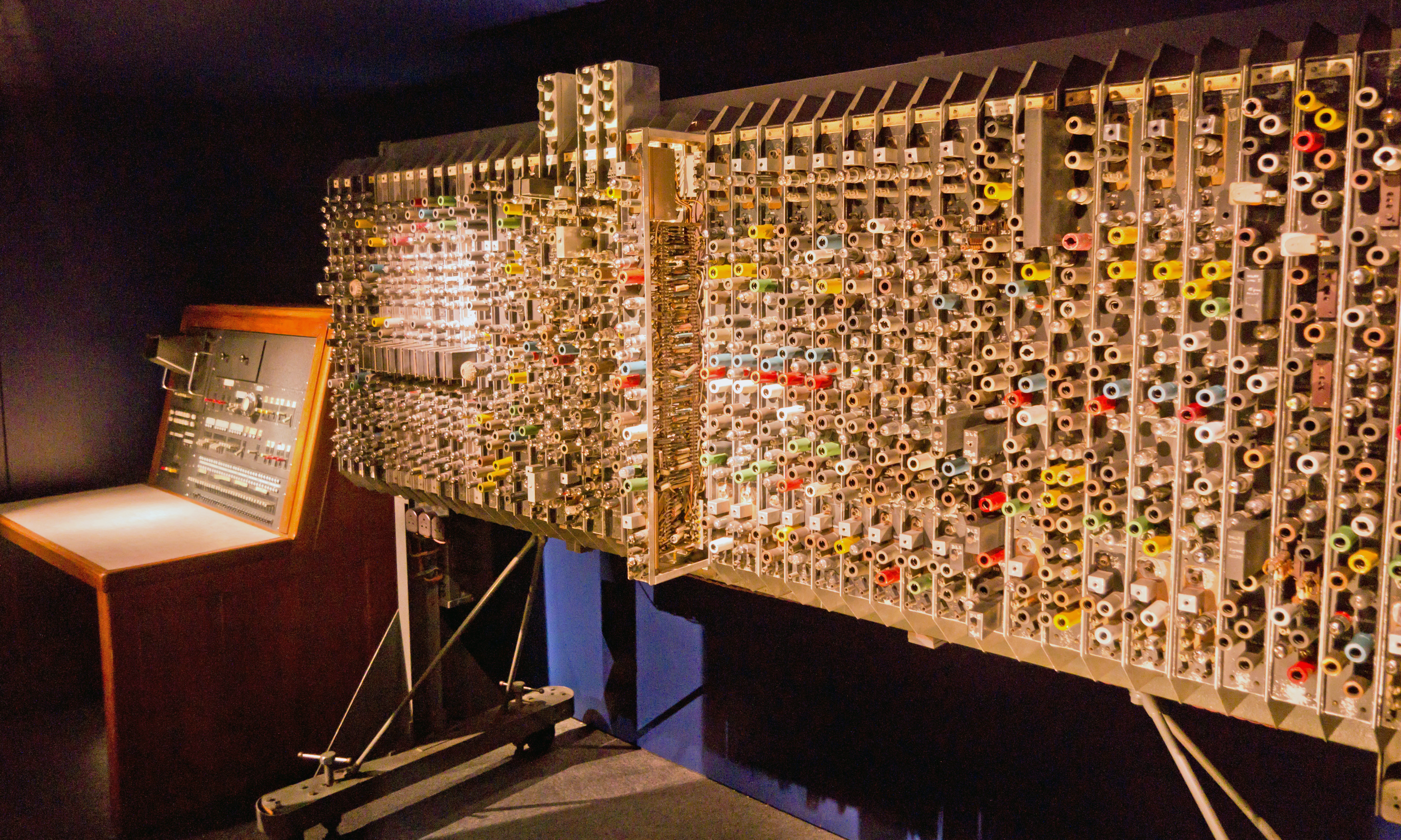
Pilot ACE, primer ordenador de tipo ACE que sirvió de planta piloto.

ACE (Automatic Computing Engine) fue uno de los primeros diseños de ordenador con capacidad para el uso de programas almacenados en memoria. Fue desarrollado por Alan Turing por invitación de John R. Womersley, superintendente de la División de Matemáticas del Laboratorio Nacional de Física del Reino Unido. El uso de la palabra Engine se utilizó en homenaje a Charles Babbage y a sus dos invenciones, la máquina diferencial y la máquina analítica. El diseño técnico de Turing de la Proposed Electronic Calculator fue el producto de su trabajo teórico On Computable Numbers publicado en 1936 y de su experiencia durante la guerra en Bletchley Park, donde los ordenadores Colossus habían tenido éxito al romper los códigos militares alemanes. En su artículo de 1936, Turing describió su idea como "una máquina de computación universal".
El 19 de febrero de 1946, Turing presentó un documento detallado al Comité Ejecutivo del Laboratorio Nacional de Física del Reino Unido, mostrando el primer diseño, que ya podía considerarse completo, de un ordenador con programa almacenado. No obstante, a causa de la estricta y larga duración del secretismo en relación con el trabajo desarrollado en Bletchley Park (Official Secrets Act) no se le permitía explicar su conocimiento sobre la posibilidad de aplicar sus ideas a un dispositivo electrónico. El diseño del EDVAC presentado en el documento Firts Date of a Report on the EDVAC el 30 de junio de 1945 por John von Neumann, que conocía el trabajo teórico de Turing, recibió mucha publicidad pese a su carácter impreciso y la cuestionable falta de referencias y fuentes para respaldar algunas de sus ideas.
El informe de Turing sobre el ACE fue escrito a finales del año 1945, e incluyó varios diagramas de circuitos lógicos detallados y una estimación de los gastos económicos cifrados en 11.200 libras. Según la misma opinión de Turing, la velocidad y el tamaño de la memoria eran fundamentales, así que propuso dotar al sistema de una memoria de alta velocidad, lo que hoy en día se consideraría de 25 kilobytes, accediendo a una velocidad de 1 MHz. El ACE implementó subrutinas, a diferencia del EDVAC. Otro elemento que diferenciaba los dos diseños era que el ACE incorporó el uso de las Abbreviated Computer Instructions una primera forma de lenguaje en la programación. Inicialmente, estaba previsto que Tommy Flowers, el ingeniero de la Post Office Research Station de Dollis Hill, al norte de Londres, y responsable de la construcción del Colossus, construyera también el diseño del ACE, pero a causa del secretismo de las circunstancias al entorno de sus éxitos y descubrimientos, así como la presión del trabajo durante la postguerra, finalmente no fue posible.

## Aplicaciones

### Pilot ACE
Los compañeros de Turing en el NPL, sin saber sobre el Colossus, pensaron que el trabajo de ingeniería para construir un ACE completo era demasiado ambicioso, de manera que la primera versión del ACE que se construyó fue el ACE piloto, una versión más pequeña que la del diseño original de Turing. El Pilot ACE tenía 1450 válvulas termoiónicas (tubos de vacío), y se utilizaron líneas de retardo de mercurio para su memoria principal. Cada una de las 12 líneas de retardo podía almacenar 32 instrucciones o palabras de datos de 32 bits. Su primer programa fue lanzado el 10 de mayo de 1950, momento en el cual era el ordenador más rápido del mundo, con una frecuencia de reloj de 1 MHz.

### MOSAIC
Una segunda implementación del diseño del ACE fue el MOSAIC (Ministry of Supply Automatic Integrator and Computer). Este fue construido por Allen Coombs y William Chandler de Dollis Hill que habían trabajado con Tommy Flowers en la construcción de los ordenadores Colossus. Se instaló en el Telecomunications Research Establishment (TRE), que pronto se convirtió en la Royal Radar Establishment (RRE) en Malvern y lanzó su primer programa a finales de 1952 o comienzos de 1953. Fue utilizado para el cálculo de trayectorias de aeronaves a partir de los datos de radares.

### Bendix G-15
Los principios del diseño del ACE fueron utilizados en el ordenador G-15 de la Bendix Corporation. El diseño de ingeniería fue realizado por Harry Huskey que había estado trabajando en la sección del ACE en el NPL durante 1947. Más tarde, contribuyó en los diseños de maquinaria para el EDVAC. El primer G-15 se lanzó en el año 1954, como una pequeña (relativamente) máquina de usuario único. Algunos consideran que es el primer ordenador personal.